# Qiaokou (köpinghuvudort i Kina, Hunan Sheng, lat 28,50, long 112,73)
Qiaokou (kinesiska: 乔口, 乔口镇) är en köpinghuvudort i Kina. Den ligger i provinsen Hunan, i den södra delen av landet, omkring 41 kilometer nordväst om provinshuvudstaden Changsha. Antalet invånare är 30 068. Befolkningen består av 14 861 kvinnor och 15 207 män. Barn under 15 år utgör 14,0 %, vuxna 15-64 år 73 %, och äldre över 65 år 11,0 %.
Runt Qiaokou är det tätbefolkat, med 442 invånare per kvadratkilometer. Närmaste större samhälle är Gaotangling, 17,1 km sydost om Qiaokou. Trakten runt Qiaokou består till största delen av jordbruksmark.
Genomsnittlig årsnederbörd är 1 710 millimeter. Den regnigaste månaden är maj, med i genomsnitt 305 mm nederbörd, och den torraste är oktober, med 46 mm nederbörd.